# Domingo Ortíz de Rosas
Domingo Ortíz de Rosas y García de Villasuso primo marchese di Poblaciones (1683 – 1756) è stato un militare spagnolo che ricoprì il ruolo di Governatore Reale del Cile.

## Governatore del Cile
Ortiz de Rosas fu governatore tra il 1746 ed il 1755, durante i quali trasferì Concepción dalla sua vecchia posizione (l'attuale Penco) a quella nuova. Inoltre fondò molte città quali:
- Casablanca (Santa Bárbara de Casablanca)
- Coelemu (Villa Jesús de Coelemu)
- La Ligua (Santo Domingo de Rosas de la Ligua)
- Petorca (Santa Ana de Briviescas)
- Quirihue (San Antonio Abad de Quirihue)

Tra gli altri importanti atti della sua amministrazione c'è la creazione, l'11 marzo 1747, della prima università del Cile coloniale: la Reale Università di San Felipe (Real Universidad de San Felipe), di cui il primo rettore fu Tomás de Azúa e Iturgoyen. Questa università si sarebbe poi evoluta nell'attuale Università del Cile. Istituì anche la colonia penale sulle isole Juan Fernández.